# Salle paroissiale de St. Mary’s (Calgary)
La salle paroissiale de St. Mary’s est une ancienne salle paroissiale et gare ferroviaire canadienne au quartier de Mission à Calgary, au sud-ouest de la ville. Elle se nomme Calgary Southwest Railway Station en service ferroviaire.

## Histoire et patrimoine ferroviaire

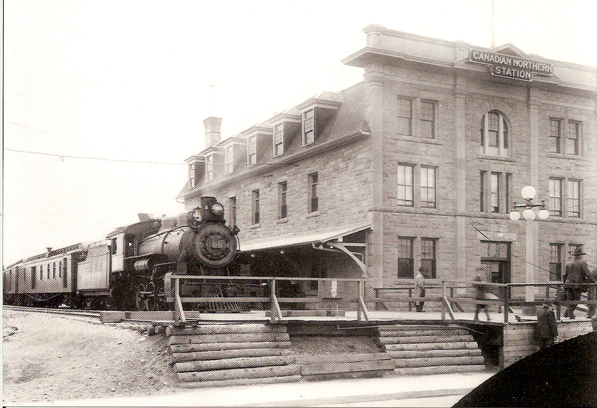
La gare en 1915.

Le bâtiment est construit en 1905 dans le village de Rouleauville (une enclave canadienne-française et catholique), comme salle paroissiale de l’église catholique romaine St. Mary’s. En 1907, Rouleauville est annexé par la ville de Calgary. En 1911, l’église vend la salle au Canadian Northern Railway pour 60 000 $ durant un boom immobilier (le CNoR faisait compétition avec le Canadien Pacifique et voulait l'élargir comme son terminus de Calgary). Le bâtiment est premièrement utilisé comme espace de bureau par la société CNoR et sera adapté en 1913 pour le service comme une gare avec la pose des rails et la construction d'une plate-forme. Le CNoR voulait construire une gare de remplacement, mais les exigences de la Grande Guerre rendent cette idée infaisable. La CNoR a choisi plutôt d'adapter et d'élargir leur gare opérationnelle, avec l'ajout d'une extension arrière en briques rouges et un auvent en bois le long de la voie en 1916. Le premier train arrive en juillet 1913, les premiers passagers quittent la gare 16 mois plus tard. 
La gare a été fermée de façon permanente en le 5 juillet 1971. Un feu ravage l’intérieur en 1985 ; elle est restaurée en 1987. Elle est répertoriée comme une « ressource historique provinciale » depuis 1981.
La salle elle-même est une structure en grès de trois étages, avec un toit de style mansarde et une façade de style « Boomtown ». En 2015, elle sert d’école de ballet .